# War of Words
War of Words – szósty album studyjny zespołu Chainsaw. Zawiera dziesięć utworów. Album trwa 48 minut i 53 sekundy.

## Lista utworów
1. "Wanted with a face" - 04:20
2. "Last Time" - 04:53
3. "Significance" - 04:32
4. "Narrow Escape" - 05:14
5. "Chastity" - 04:57
6. "News" - 04:07
7. "Scoffer and Destroyer" - 05:08
8. "Strength of Purpose" - 05:08
9. "War of Words" - 04:51
10. "Distant Dreams" - 05:51

## Twórcy
1. Maciej "Maxx" Koczorowski – śpiew
2. Arek "Rygiel" Rygielski – gitara
3. Sebastian Górski – perkusja
4. Arek Kaczmarek - gitara
5. Paweł "Kot" Kociszewski – gitara basowa